# Unione Sportiva Salernitana 1919
L'Unione Sportiva Salernitana 1919, meglio nota come Salernitana, è una società calcistica con sede nella città di Salerno. Milita in Serie C, la terza divisione del campionato italiano.
Fondata il 19 giugno 1919 da una cordata capeggiata da Matteo Schiavone, nel corso della sua storia è stata rifondata per tre volte: nel 1927 in seguito alla costituzione di un nuovo sodalizio, nel 2005 e nel 2011 per motivi finanziari. L'attuale società fu, infatti, fondata come Salerno Calcio nel 2011 (aderendo all'art. 52.10 del regolamento federale), e riprese i segni distintivi della Salernitana.
La squadra ha giocato sempre nei primi tre livelli della piramide calcistica eccetto per due annate consecutive, Serie D 2011-2012, unico anno nella sua storia tra i non professionisti, e Lega Pro Seconda Divisione 2012-2013 (vincendo entrambi i campionati alla prima partecipazione) poiché, in seguito al fallimento del 2011, dovette ripartire dalla Serie D. In ordine temporale si tratta della seconda squadra campana, nonché quarta squadra meridionale (dopo Napoli, Bari, e Palermo), ad aver gareggiato nel campionato di Serie A a girone unico, debuttando nel 1947-1948 (retrocedendo per un solo punto, analoga circostanza verificatasi anche nella seconda partecipazione, nel 1998-99), per un totale di 5 partecipazioni di cui le ultime tre consecutive. È, sempre in ordine temporale, la prima squadra campana ad aver esordito nel campionato di Serie B a girone unico, debuttando nel 1938-1939, nonché la squadra campana con più partecipazioni nel torneo cadetto, con 31 partecipazioni. Inoltre, è al primo posto nella classifica perpetua della Serie C, dall'istituzione del campionato di terza serie nel 1935, per punti conquistati.
Secondo i criteri FIGC di tradizione sportiva, la Salernitana è al 36° posto, seconda miglior squadra campana dopo il Napoli.
Inoltre, a giugno 2025, si trova al 51° posto (su 69 squadre totali) nella classifica perpetua della Serie A dal 1929 (anno dell'istituzione del girone unico) e al 26° posto (su 145 squadre) nella classifica perpetua della serie B. 
Per 18 anni (dal 7 aprile 2002 al 21 dicembre 2020) ha detenuto il record del goal più veloce della Storia del Calcio italiano, siglato dopo appena 7,88" da Bellotto nella gara Salernitana-Ancona , prima che fosse superato dalla rete del milanista Rafael Leão durante Sassuolo-Milan.

## Storia

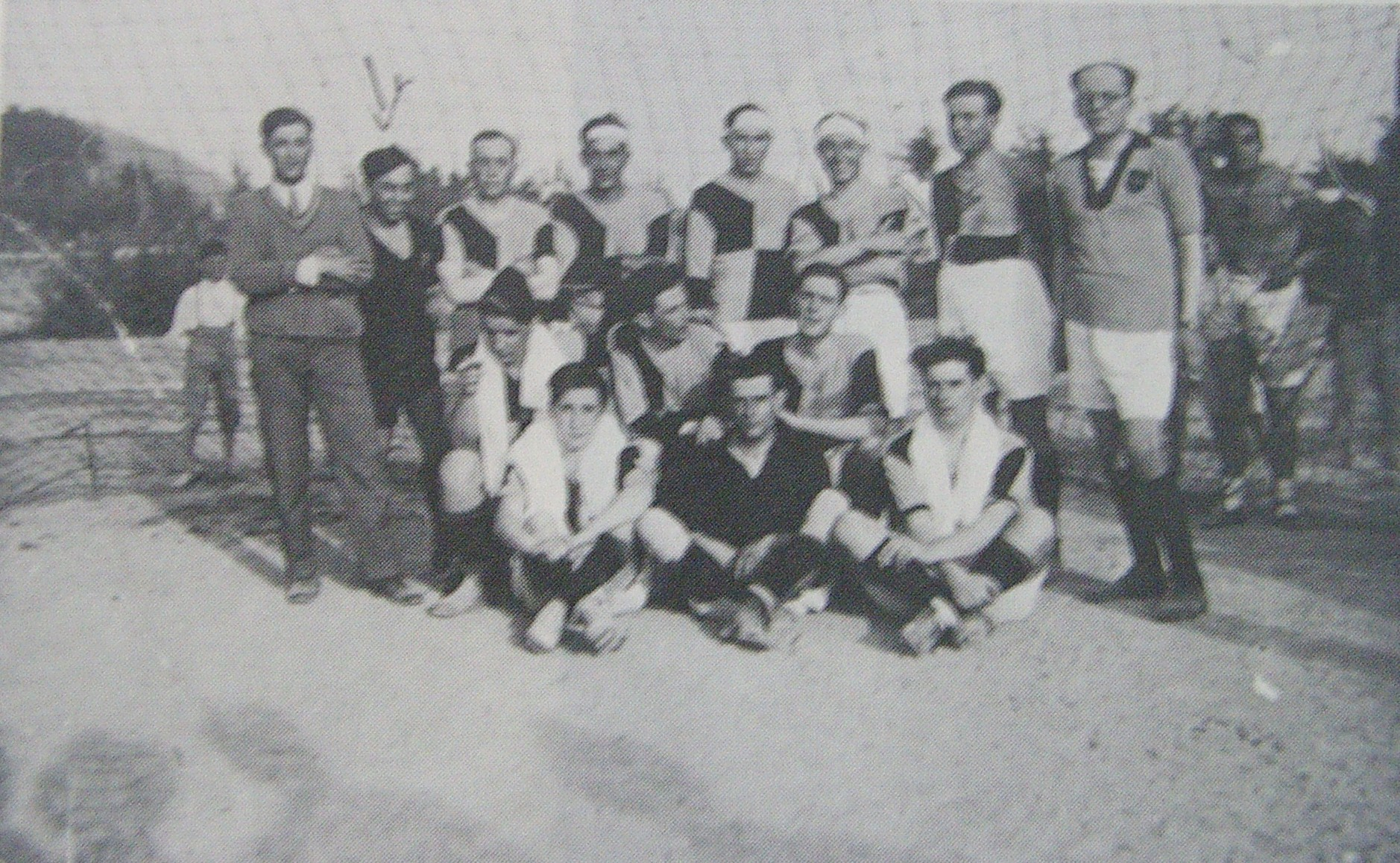
Una formazione della Salernitana successiva al 1922: allenatore Giordano (a sinistra), portiere Matteo Schiavone (primo socio fondatore, a destra). Si tratta di un falso storico poiché a lungo è stata ritenuta essere la prima foto di una formazione granata.

Fondata nel 1919 grazie ad alcuni soci capeggiati da Matteo Schiavone, ebbe come primo presidente Adalgiso Onesti.
Il club esordì in campionato vincendo sul campo il proprio girone e successivamente a tavolino la finale del campionato di Promozione 1919-1920 contro il Brasiliano (squadra napoletana che vinse l'altro girone), in quanto gli incontri terminarono 5-0 in casa sia all'andata sia al ritorno per i rispettivi padroni di casa, sicché occorse una terza finale ma per protesta i partenopei non si presentarono sul neutro di Nocera Inferiore, città situata nel salernitano, conferendo in questo modo la promozione in Prima Categoria alla Salernitana. Gli allora bianco-celesti si ritrovarono quindi nel massimo livello calcistico dell'epoca, ma non andarono mai oltre la fase regionale. Retrocessero nella stagione 1921-1922. Seguì una fusione con lo Sporting Club Audax Salerno.
Nel 1922 nacque, così, la Salernitanaudax, sodalizio che per divergenze interne e problemi vari fermò l'attività nel 1925. La Salernitana rinacque nel 1927 attraverso una fusione tra Salernitanaudax, Campania e Libertas, ripartendo dal terzo livello. Ottenne la prima promozione in Serie B nel 1937-1938, ma vi rimase per una sola stagione.

Una formazione della Salernitana che vinse in Serie B 1946-47

Ottenne l'accesso ma fu in seguito esclusa dal girone finale per la promozione in B, a causa di una infrazione nel 1941-1942 (pur se aritmeticamente non decisiva ai fini dell'esito finale del campionato), stagione in cui si mostrò sul campo meritevole della posizione ottenuta vincendo il campionato del proprio girone, che rivinse anche nella stagione successiva in cui ebbe accesso al girone finale giungendo seconda e ottenendo così la promozione, allenata da Gipo Viani. I campionati, per via della guerra in atto in quegli anni, furono sospesi e sostituiti da alcuni tornei regionali. La Salernitana vinse la Coppa della Liberazione e si classificò seconda al Campionato campano 1945. Giocò poi nel Campionato misto Serie A/B 1945-1946 come squadra cadetta, e ottenne sul campo la promozione nella Serie A 1947-1948 sotto la presidenza di Domenico Mattioli e nuovamente allenata da Gipo Viani, in collaborazione con calciatori come Antonio Valese, Elio Onorato, Sebastiano Vaschetto, Carmine Iacovazzo, Vincenzo Margiotta.

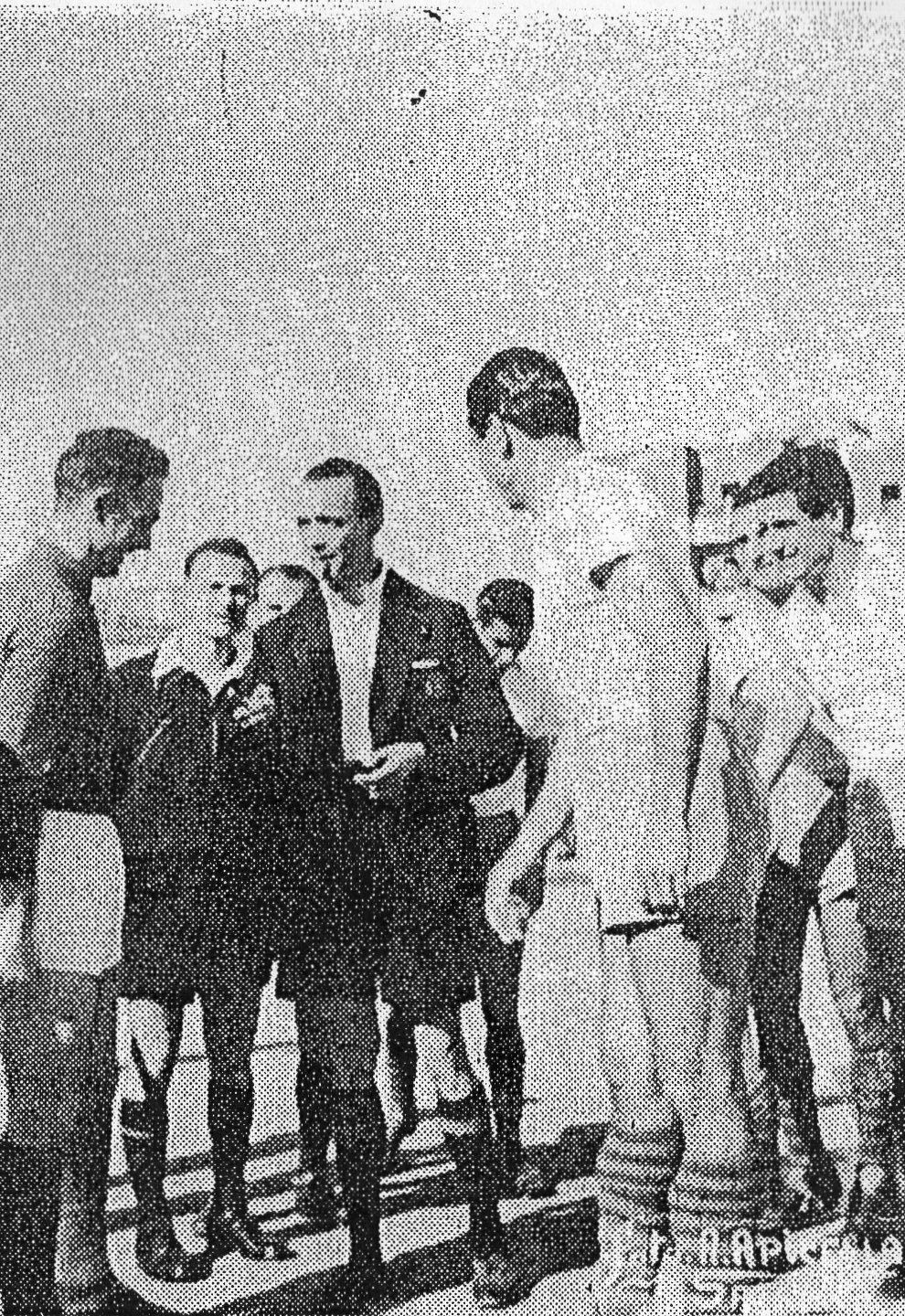
Prima della sfida Salernitana-Triestina di Serie A 1947-48

Sempre con Viani disputò la massima serie, in cui si fece conoscere positivamente attraverso il rivoluzionario schema di gioco del Vianema (ideato da Antonio Valese che lo suggerì all'allenatore facendolo conoscere in tutta Italia e da cui ebbe origine l'odierno catenaccio italiano), con cui ottenne preziosi pareggi e vittorie che soltanto per un punto non le consentirono di salvarsi. Tuttavia la retrocessione di quella Salernitana fu un argomento controverso, giacché alcune fonti sottolineano come la Roma di quegli anni fosse stata favorita dall'arbitro Vittorio Pera nella sfida per la salvezza con la compagine di Salerno.
Seguirono poi otto anni di militanza in Serie B, fino a quando non retrocesse in Serie C nella stagione 1955-1956. Il 28 aprile 1963, durante la partita Salernitana-Potenza morì il primo spettatore in uno stadio italiano: Giuseppe Plaitano, colpito accidentalmente da un proiettile sparato in aria da un poliziotto nel tentativo di placare una rissa in campo scaturita anche per questioni legate alla partita, ma anche per l'ira dei tifosi provocata dall'eccessiva vigoria con cui fu placato l'iniziale invasore solitario.
Nella stagione di Serie C 1965-1966 il club campano ottenne nuovamente la promozione in Serie B sotto la direzione di Domenico Rosati, ma la permanenza nel secondo livello nazionale durò nuovamente una sola stagione. Seguirono poi 23 anni consecutivi di terza serie, e nella Serie C1 1989-1990 infine la squadra granata ottenne la promozione nel campionato cadetto, sotto la presidenza di Giuseppe Soglia, la guida tecnica di Giancarlo Ansaloni e con in campo il capitano Agostino Di Bartolomei.

Una formazione della vittoriosa stagione 1989-90

Anche questa volta la permanenza in B durò per un solo campionato, ma con l'arrivo dell'allenatore Delio Rossi i campani tornarono pochi anni dopo in Serie B ottenendo la promozione nel campionato 1993-94 anche grazie ai gol di Giovanni Pisano. Successivamente, durante la presidenza di Aniello Aliberti fu nuovamente Serie A al termine di un campionato che vide di nuovo Delio Rossi in panchina. Grazie alla coppia-gol composta da Marco Di Vaio ed Edoardo Artistico, nonché altri uomini come i difensori Ciro Ferrara e Vittorio Tosto, i fratelli Giacomo e Giovanni Tedesco e il capitano Roberto Breda a centrocampo, capaci di costituire una rosa competitiva, la squadra concluse al primo posto finale. Nella Serie A 1998-1999 retrocesse per un solo punto, e la stagione si concluse tragicamente per alcuni tifosi: Vincenzo Lioi, Ciro Alfieri, Giuseppe Diodato e Simone Vitale che morirono in treno a causa di un incendio durante il viaggio di ritorno dopo aver assistito all'incontro in trasferta dell'ultima gara di campionato.

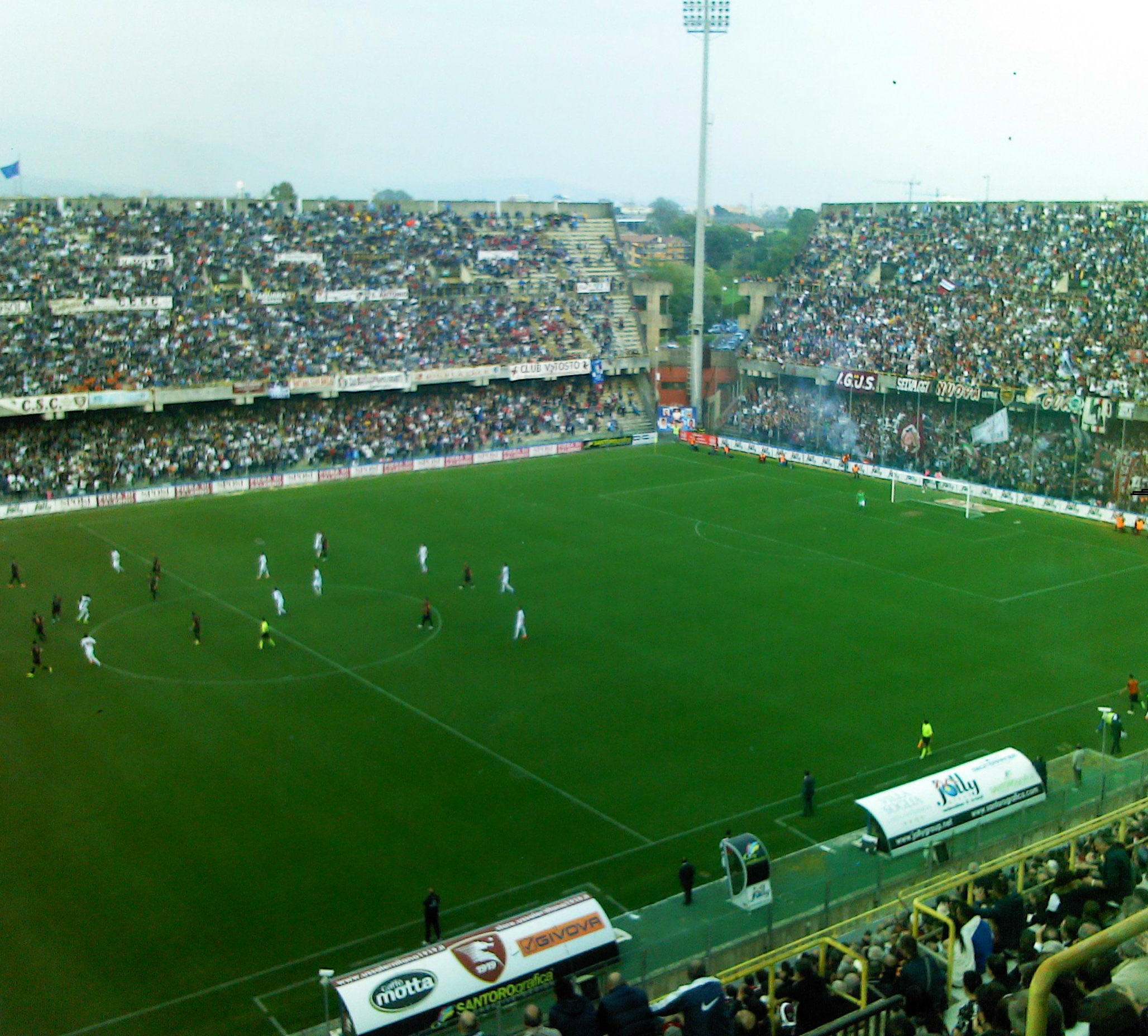
Salernitana-Barletta 2014-2015

La Salernitana tornò in Serie B, e dopo le prime stagioni in cui si propose tra le candidate per la promozione, si piazzò ventesima nel 2002-2003 ma non retrocesse per via del Caso Catania. Nell'estate del 2005 tuttavia il club venne radiato dal professionismo per inadempienze finanziarie, anche se il presidente Aliberti e altre figure nel mondo del calcio hanno sostenuto che quella Salernitana sarebbe stata eventualmente in grado di rateizzare il pagamento dei debiti. In ogni caso, dopo una breve parentesi in Terza Categoria la società, nel corso del girone di andata venne messa in liquidazione fallimentare. Nel frattempo a Salerno nacque tramite lodo Petrucci una nuova società che ripartì dalla Serie C1, e ottenne la promozione in seconda serie nel campionato di Serie C1 2007-2008 anche grazie alle reti di Arturo Di Napoli. La società in seguito acquisì i beni immateriali della precedente Salernitana, fra cui il marchio con l'ippocampo, e nella stessa stagione retrocesse nuovamente in terza serie al termine del campionato di Serie B 2009-2010. Dopo aver lottato fino ai play-off, nel 2010-2011 non ottenne la promozione, e fu anzi costretta a scomparire in quanto la società fallì per debiti.

Di Vaio alla Salernitana nel vittorioso campionato di Serie B 1997-1998, in cui conquistò anche il titolo di capocannoniere

Il calcio salernitano ripartì dalla Serie D 2011-2012 attraverso il Salerno Calcio, che venne fondato da Claudio Lotito e Marco Mezzaroma. Il sodalizio, che nella stagione successiva divenne Salernitana attraverso l'acquisizione dei beni immateriali utilizzati dalle società precedenti, ottenne due promozioni consecutive entrambe con Carlo Perrone allenatore. Si aggiudicò, inoltre, la Supercoppa di Lega di Seconda Divisione nel 2012-2013 e, con in panchina Angelo Gregucci la Coppa Italia Lega Pro 2013-2014. Nella stagione 2014-2015, sotto la guida di Leonardo Menichini, ottenne con due giornate d'anticipo l'aritmetica certezza della promozione in Serie B. Lo stesso Menichini subentrò nella stagione seguente, salvando i granata ai playout.
Nel 2018-19, sotto la guida di Menichini (allenatore subentrato verso la fine del torneo) vinse la doppia sfida playout contro il Venezia, salvando la categoria sul campo, anche se il Venezia sarà in seguito ripescato a causa dell'esclusione del Palermo.
Il 19 giugno 2019 il club ha festeggiato i cento anni di attività. Per celebrare l'evento la società ha organizzato un triangolare estivo con il Bari e la Reggina, con le quali i granata sono gemellati, vinto dai pugliesi, e modifica lo stemma sulla maglietta per la stagione 2019-20, richiamandosi a un logo utilizzato negli anni quaranta e ad altre peculiarità del suo passato.
Nella stagione 2020-2021 la squadra, allenata da Fabrizio Castori, conclude il campionato di Serie B al secondo posto dietro l'Empoli capolista e davanti al Monza terzo. Ottiene di conseguenza la promozione diretta in Serie A a 22 anni di distanza dalla precedente esperienza nella massima serie del 1998-1999.
Tuttavia, la terza promozione in Serie A dei granata fa emergere una spinosa questione societaria, relativa al ruolo del co-patron Claudio Lotito, contemporaneamente presidente dei campani e della Lazio. Non essendo possibile, ai sensi dell'articolo 16 bis delle N.O.I.F., che uno stesso individuo sia comproprietario di due squadre nella stessa categoria, per iscriversi regolarmente alla Serie A la Salernitana avrebbe dovuto essere obbligatoriamente ceduta a una nuova gestione entro il 31 dicembre 2021. Per ovviare al problema, per tutto il girone di andata della Serie A 2021-2022 la squadra dell'Ippocampo viene inizialmente gestita da un trust, appositamente costituito, con al capo l'amministratore unico Ugo Marchetti, salvo poi venire ceduta all'imprenditore Danilo Iervolino, che formalizzando la sua offerta alle ore 23:58 del 31 dicembre ne diviene il nuovo proprietario.. Nella prima parte di stagione la Salernitana stanzia in fondo alla classifica collezionando 3 vittorie, 2 pareggi e 16 sconfitte. Nel girone di ritorno, complice una massiccia campagna d'acquisti invernale compiuta dal neo direttore sportivo Walter Sabatini e dal tecnico Davide Nicola, la squadra conquista un'insperata salvezza all'ultima giornata nonostante una sconfitta casalinga per 0-4 contro l’Udinese, diventando la prima squadra a salvarsi in Serie A con soli 31 punti (mai successo da quando è stata introdotta la vittoria a 3 punti).
Nella stagione 2022-2023, complice una maggiore continuità di risultati, la squadra granata ottiene una salvezza tranquilla e senza essersi mai posizionata tra le ultime tre, con la matematica della permanenza in A giunta alla 36ª giornata. Al termine della stagione, la squadra guidata da Paulo Sousa (subentrato all'esonerato Nicola a stagione in corso) si classifica 15ª con 42 punti, miglior piazzamento e record di punti di sempre in Serie A. Tuttavia nella stagione seguente, complice un'annata disastrosa, la squadra chiude la stagione all'ultimo posto e retrocede in Serie B con quattro giornate d'anticipo con appena 17 punti totalizzati, peggior rendimento di sempre nella Serie A a 20 squadre.
Nella stagione 2024-2025, la Salernitana si è classificata al 17º posto in Serie B, posizione che le ha permesso di accedere ai playout per evitare la retrocessione. Inizialmente, avrebbe dovuto affrontare il Frosinone, ma una svolta inaspettata ha cambiato le carte in tavola. Nei giorni successivi alla fine del campionato, è scoppiato uno scandalo che ha coinvolto il presidente del Brescia, Massimo Cellino. A seguito di ciò, il Brescia ha subito una penalizzazione di 4 punti, che lo ha fatto retrocedere in Serie C. Questo ha permesso alla Sampdoria, che era scesa in classifica, di salvarsi dalla retrocessione diretta e di giocarsi i playout contro la Salernitana. Il Frosinone, invece, è salito al 15º posto, salvandosi direttamente. Il primo incontro tra Salernitana e Sampdoria si è disputato a Genova e si è concluso con la vittoria per 2-0 dei blucerchiati. In un secondo momento, la Salernitana ha chiesto il rinvio della partita di ritorno (prevista per il 20 giugno) a causa di un'indisposizione di diversi giocatori. La richiesta è stata accolta, posticipando l'incontro di due giorni. La gara di ritorno si è giocata allo stadio Arechi. Quando il risultato era di 3-0 per la Sampdoria e la retrocessione della Salernitana sembrava ormai inevitabile, la situazione è degenerata. I tifosi granata hanno iniziato a lanciare i sediolini in campo, costringendo l'arbitro a sospendere la partita. Di conseguenza, la Salernitana è stata ufficialmente retrocessa in Serie C a distanza di dieci anni dall'ultima volta.

## Colori e simboli

### Colori
| Periodo   | Colori                  | Denominazione       |
| --------- | ----------------------- | ------------------- |
| 1919-1922 |                         | US Salernitana      |
| 1922-1925 |                         | SS Salernitanaudax  |
| 1927-1929 |                         | USF Salernitana     |
| 1929-1943 |                         | USF Salernitana     |
| 1943-1977 |                         | US Salernitana      |
| 1977-2005 | Salernitana Sport       |                     |
| 2005-2011 | Salernitana Calcio 1919 |                     |
| 2011-2012 |                         | Salerno Calcio      |
| 2012-oggi |                         | US Salernitana 1919 |

La Salernitana nel corso degli anni ha prevalentemente indossato il bianco-celeste a righe verticali (nei periodi 1919-1922, e 1929-1943) e il granata (colore adottato una prima volta dal 1927 al 1929) che contraddistingue il club dal 1943 a oggi. In tal senso, è degna di menzione la particolare stagione 2011-2012, quando il primo sodalizio salernitano appena rifondato si tinse in modo diverso, per questioni legate ai diritti sull'uso dei segni distintivi della Salernitana.

Salernitana 1978-79: la divisa granata con ippocampo racchiuso in un cerchietto bianco

### Simboli ufficiali

#### Stemma
Il simbolo della Salernitana è l'ippocampo. Venne adottato nel 1949, quando apparve per la prima volta sulle magliette della squadra grazie al pittore Gabriele D'Alma che ne disegnò una prima versione. Lo stemma non sempre è apparso sulle magliette di gioco: nella maggior parte dei casi serviva a rappresentare il logo della società, e non vi è traccia di esso fino alla fine degli anni 1970, quando comparve un cerchietto bianco con un ippocampo intero color granata al suo interno.
L'ippocampo fu stilizzato nel 1986 a Dallas dal grafico americano Jack Lever, bagnato dalle onde marine e sormontato da cinque bastioni rievocanti le fortificazioni longobarde e normanne. Alla destra dell'ippocampo vi è una piccola stella con otto punte: ricorda il Follaro, antica moneta della Zecca di Salerno.
Nel torneo di Serie B 1999-2000 la forma del logo della Salernitana cambiò leggermente: la torre con le onde marine fu sostituita da uno scudetto con sotto l'anno di fondazione 1919. Ancora oggi è adoperato, ma nel corso degli anni per questioni sui diritti fu talvolta sostituito da altri simboli.

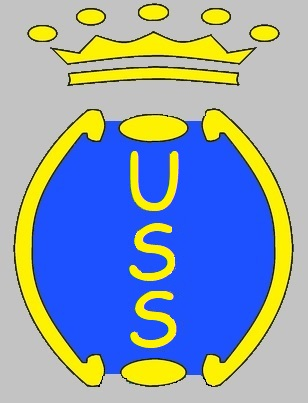
Primissimo logo ufficiale della Salernitana
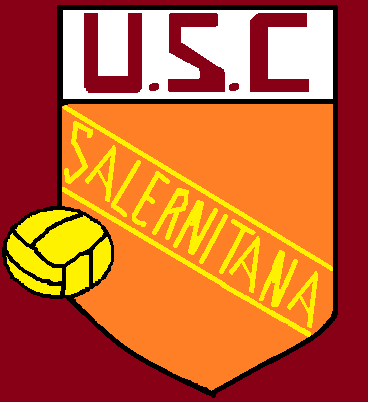
Logo adoperato intorno agli anni quaranta
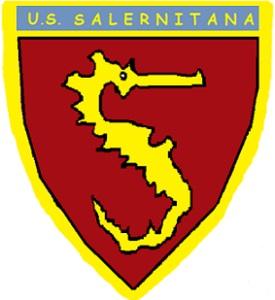
Logo usato dalla stagione 1948-49
Logo utilizzato dal 1986 sino al 1999
Logo utilizzato dal 2005 al 2009
Stemma comunale, utilizzato come logo dal Salerno Calcio nella stagione 2011-2012
Logo attuale, già utilizzato dal 1999 al 2005 e fra il 2009 e il 2019 e utilizzato nuovamente a partire dal 2020
Logo utilizzato in occasione del centenario nella stagione 2019-2020

#### Inno
La Salernitana, negli anni recenti ha avuto un inno ufficiale dal titolo Il potere deve essere granata, che nacque nel 2007 dal cantante e musicista salernitano Sandro Scuoppo, il quale lo presentò per la prima volta a Salerno in piazza della Concordia nel corso della presentazione ufficiale (aperta al pubblico e stracolma di sostenitori entusiasmati dai nuovi acquisti, come ad esempio Arturo Di Napoli) della nuova rosa della squadra, mentre la nuova società sorta nel 2011 non possiede ancora un inno ufficiale.

#### Mascotte
Ippo e Granatiello sono stati la mascotte della Salernitana in due periodi distinti, sorti per operazioni pubblicitarie e di marketing.
Ippo nacque da un'idea della Salernitana Sport di Aniello Aliberti nella stagione 1999-2000, secondo una precisa strategia di marketing che si sviluppò con l'apertura del primo Salernitana Store. In quel periodo con il nome "Ippo" veniva identificato sia il cavalluccio marino raffigurato sul logo a scudo (che era stato appena realizzato e che aveva sostituito il precedente logo con la "torre" e le onde marine), sia la mascotte presente allo Stadio Arechi, utilizzata anche come pupazzetto in vendita nel primo Salernitana Store.
Nel 2005 nacque la Salernitana Calcio 1919, che nella stagione di Serie B 2007-2008 si forgiò di una nuova mascotte concessa dallo sponsor di quel periodo: Interauto Citroën. Tale sponsor offrì Granatiello, un leone antropomorfo con indosso la maglia della Salernitana n. 10.

## Strutture

### Stadio

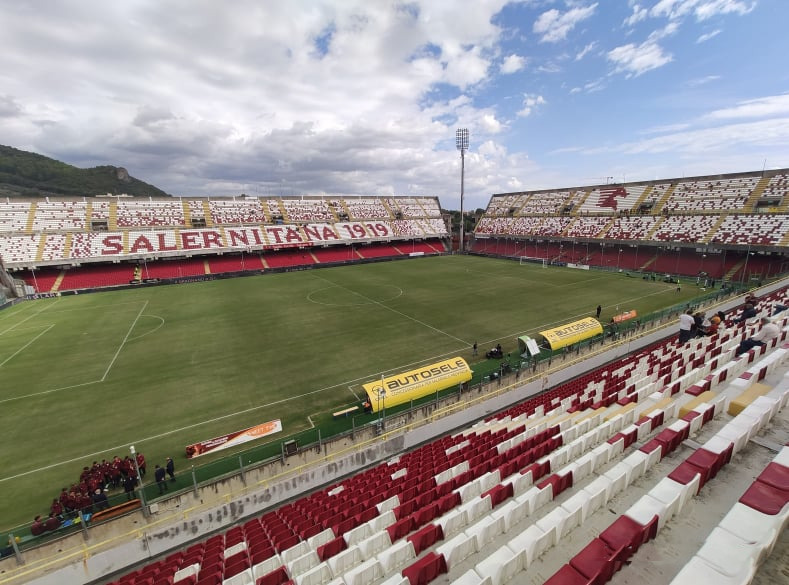
Lo Stadio Arechi visto dall'interno

L'attuale stadio della Salernitana, sito in via Allende prende il nome da Arechi II, principe longobardo sotto il quale l'antica Salerno visse un periodo di grande fioritura. La Salernitana giocò la sua prima gara all'Arechi nella prima giornata di campionato contro il Padova terminata sul risultato di 0-0. Il nome "Arechi" fu però aggiunto a lavori ultimati, ossia solo nella partita inaugurale Italia-Ungheria 3-1 del 1º maggio 1991: per 15 giornate la Salernitana giocò in uno stadio privo di nome.
Il terreno di gioco misura 105 m di lunghezza per 68 m di larghezza. Una delle particolarità è la mancanza di una pista di atletica, che ha consentito di realizzare lo stadio di forma rettangolare; ciò permette di assistere agli incontri senza l'ostacolo visivo della pista e senza influenzare la capienza.
In precedenza i granata giocavano allo Stadio Donato Vestuti sito in piazza Casalbore, che fu inaugurato il 2 gennaio 1931 con una amichevole Salernitana-Gladiator dopo due anni di lavori e, per volere del regime fascista, con il nome di Stadio Littorio. Terminata la guerra e caduto il fascismo a Salerno, il Littorio venne cambiato in Stadio Comunale dal 1945 al 1952, e successivamente "Donato Vestuti" dalla stagione 1952-1953 in onore al primo fondatore di una squadra di calcio a Salerno: il Salerno FBC (nel 1913). Nel 1962 lo stadio Vestuti fu protagonista di un film girato a Salerno e a Napoli: "Le quattro giornate di Napoli" del regista Nanni Loy. Nel 1990 la Salernitana traslocò nello stadio di via Allende, e il Vestuti venne utilizzato dai granata nel 2004 per presentare la rosa ufficiale al pubblico, e attualmente è utilizzato da altre rappresentative sportive salernitane, come la Salernitana Femminile. Prima ancora del Vestuti, la Salernitana disputava le proprie gare interne sul campo di Piazza d'Armi.

### Centro di allenamento
Il centro sportivo "Vincenzo Volpe" di Salerno, situato come l'attuale stadio in via Salvador Allende, è diventato dal febbraio 2014 il centro di allenamento della prima squadra e delle rose giovanili granata.
Il complesso fu sede degli allenamenti della Salernitana anche nel corso della gestione di Aniello Aliberti, e per qualche tempo anche sotto la gestione di Antonio Lombardi.
La struttura, prima di divenire l'impianto per gli allenamenti della Salernitana nel 2014, ha subito un profondo cambiamento, come l'ampliamento del terreno di gioco, la ristrutturazione degli spogliatoi e degli altri locali di servizio come la palestra annessa e l'infermeria, e sono stati migliorati gli impianti presenti, come il sistema di illuminazione. Ne è venuto fuori un centro di allenamento moderno e funzionale, grazie a un investimento che supera il milione e mezzo di euro.
Dal 17 febbraio 2016, la Salernitana ha iniziato ad allenarsi anche in un nuovo centro di allenamento, il "Mary Rosy" di Pontecagnano Faiano.

## Società
La squadra di calcio maschile della Salernitana, fondata il 19 giugno 1919 come associazione con il nome Unione Sportiva Salernitana, è una nuova società a responsabilità limitata, costituita il 26 luglio 2011 con il nome Salerno Calcio, in quanto rifondata a seguito del fallimento della precedente società nello stesso anno, acquisendone il titolo sportivo e assumendo la denominazione ufficiale Unione Sportiva Salernitana 1919 il 12 luglio 2012. La società, avente sede legale in via Salvador Allende s.n.c. a Salerno e iscritta alla Camera di Commercio della stessa città, risulta avere, al 2023, 101 dipendenti e un capitale sociale di 10 000 euro.
Dal 13 gennaio 2022 il club è controllato dall'imprenditore italiano Danilo Iervolino. Questo controllo di Iervolino sulla Salernitana è esercitato tramite la società italiana IDI s.r.l., proprietaria del club granata con il 100,00% del capitale, in qualità di socio unico e, a sua volta, di appartenenza per intero a Iervolino.
La società granata non possiede, al 2023, società controllate o collegate.
Il club è membro network dell'European Club Association (ECA), organismo privato che rappresenta le società calcistiche a livello europeo e riconosciuto dall'UEFA.

### Organigramma societario
Il governo societario dell'Unione Sportiva Salernitana 1919 s.r.l., al 2023, prevede un sistema tradizionale formato dall'assemblea degli azionisti, dal consiglio di amministrazione (CdA) e dal collegio sindacale. Il CdA, rinnovato il 29 novembre 2023, è composto da cinque membri, nominati dall'assemblea degli azionisti e tutti indicati da Danilo Iervolino tramite la società controllante IDI s.r.l.; Danilo Iervolino ricopre la carica di presidente del consiglio di amministrazione, assunta il 13 gennaio 2022 con l'acquisto del club, mentre Maurizio Milan è l'amministratore delegato, nominato il 1º febbraio 2022. Il collegio sindacale, rinnovato il 26 gennaio 2022, è composto da tre membri sempre indicati da IDI, dei quali Fernando Morante assume il ruolo di presidente. La società di revisione, scelta anch'essa dai soci, quale organo esterno di riesame dei conti, è l'azienda Nexia Audirevi S.p.A..
Di seguito è riportato l'organigramma societario del club.
- Maurizio Milan - Presidente
- Umberto Pagano - Amministratore delegato
- Nello Annunziata - Consigliere di amministrazione
- Massimiliano Dibrogni - Segretario generale
- Gabriella Borgia - Segreteria settore agonistico
- Daniele Faggiano - Direttore sportivo

### Sponsor
Elenco degli sponsor tecnici della Salernitana
- 1919-1979 nessuno
- 1979-1984 Ennerre
- 1984-1987 Adidas
- 1987-1989 N2[103]
- 1989-1990 TOP 87[104]
- 1990-1992 ABM
- 1992-1993 Devis
- 1993-1995 Erreà
- 1995-2000 Asics
- 2000-2002 autoprodotta
- 2002-2003 Garman
- 2003-2005 Devis
- 2005-2006 Asics
- 2006-2007 Legea
- 2007-2009 Umbro
- 2009-2019 Givova[105]
- 2019-2025 Zeus Sport
- 2025-oggi  Puma

### Impegno nel sociale
Nel marzo 2015, la società campana ha messo all'asta la possibilità di vivere una intera giornata con il club al migliore offerente, sulla piattaforma benefica "CharityStars". La somma è stata devoluta in beneficenza all'ANGELS, un'associazione che si occupa di curare e salvaguardare i bambini che vivono nelle zone colpite dalla guerra.
Il 30 dicembre 2014, il club granata ha preso parte a un'amichevole disputata allo Stadio Vito Simone Veneziani contro il Monopoli a sostegno di Armandino De Sio, piccolo tifoso granata colpito da cancro.

### Settore giovanile

Alcuni componenti della Salernitana Juniores che si aggiudica il Campionato Berretti nel 1969

Il settore giovanile della U.S. Salernitana 1919, si compone di: Beretti, Juniores, Allievi Nazionali, Allievi Regionali, Giovanissimi Nazionali, Giovanissimi Regionali, Mini Giovanissimi, Esordienti, Esordienti a 9 e Pulcini.
Tra i titoli conquistati dal settore giovanile della Salernitana sono da citare quello della vittoria del Campionato nazionale Dante Berretti nel 1969 dalla formazione Juniores, guidata da Mario Saracino e il titolo di Campione della Campania ottenuto nel 2009 dagli Allievi Regionali allenati da Egidio Sironi.
I principali calciatori provenienti dal vivaio granata sono: Carmine Iacovazzo, centrocampista che in seguito, dal 1936 al 1949, conterà anche 275 presenze (record assoluto) con la squadra maggiore; l'ala sinistra Elio Onorato, il quale esordì con la prima squadra nella stagione 1941-1942; Luca Fusco, difensore centrale che in seguito divenne capitano della Salernitana maggiore grazie anche alle numerose presenze che il calciatore ottenne con la prima squadra; il portiere di origini napoletane Ciro Polito; i difensori Roberto Cardinale, Cristian Molinaro e Giampaolo Parisi.
Nel periodo della gestione di Antonio Lombardi, con il nome di Salernitana Calcio 1919 è stata titolare della scuola calcio Associazione Sportiva Salernitana Piccoli Granata che ogni anno organizzava anche campi estivi per bambini. Dal febbraio 2015 la gestione di Lotito e Mezzaroma ha aperto la nuova scuola calcio ufficiale, che svolge tutte le attività al Campo Volpe.

## La Salernitana nella cultura di massa
Nel film "La vita da grandi", firmato da Greta Scarano, il fidanzato della protagonista è tifosissimo della Salernitana.
"Da quando non ci sei... non è più domenica!" fu la scritta di uno striscione del 2012 esposto nel centro di Salerno che riprese alcune parole di una canzone di Cesare Cremonini il quale qualche giorno dopo dichiarerà sul social network di Twitter: "Mi è sempre stata simpatica la Salernitana e la sua storica tifoseria". La scritta era dovuta al fatto che l'identità dell'allora Salerno Calcio non era quella della Salernitana. Il 19 giugno 2012, in occasione del 93º anniversario della nascita del club, nella città di Salerno si assistette a un corteo stracolmo di sostenitori della squadra che chiedevano a gran voce il ritorno in campo della Salernitana in un clima (con bandiere e vessilli granata agganciati ai balconi delle case di Salerno e dintorni) che spinse l'allora sindaco Vincenzo De Luca a incitare i dirigenti del Salerno affinché la storia della Salernitana (coi suoi segni distintivi) venisse recuperata quanto prima.
In un concerto estivo del 2014 -per la "Festa dell'Amicizia"- a Bellizzi (SA) il noto cantante Nino D'Angelo si presenta sul palco con due sciarpe: una del Napoli e l'altra della Salernitana, rilasciando in seguito una dichiarazione dove afferma che da tifoso azzurro « [...] mi auguro che la Salernitana salga in categorie che più la competono, per poter giocare un bel derby all'insegna della sportività che deve contraddistinguere la nostra terra». Lo stesso Nino D'Angelo menziona la Salernitana nel film Tifosi del 1999: la squadra di cui fa il tifo la guardia che deve scarcerare Gennaro Scognamiglio (interpretato da Nino D'Angelo), quest'ultimo tifoso azzurro.
La Salernitana è anche accennata nel film Al bar dello sport, realizzato durante la stagione sportiva 1983-1984, con protagonista Lino Banfi il quale nella finzione scenica, anche grazie ai suggerimenti di un amico del "Bar dello Sport" interpretato da Jerry Calà e alla vittoria per 1-3 dei campani a Reggio Calabria (l'ultima delle gare presenti in schedina, come affermato dallo speaker radiofonico) fa "13" al Totocalcio. Nella realtà tale partita non si è mai giocata, dato che la squadra di Reggio più prossima ai salernitani militanti in Serie C1 era la Reggina, che in quella stagione militava in Serie C2.
Nel romanzo La ricreazione è finita di Dario Ferrari, il protagonista dice"Va bè,ma è tipo Real Madrid Salernitana, ci fosse stato Martesana,ancora ancora ".

Nella canzone Picasso, di Willie Peyote, una strofa recita: 
 Il cantante è stato poi inquadrato in tribuna allo stadio Zini, dopo qualche giorno dall'uscita del singolo, proprio in occasione del posticipo dell'ultima del campionato di Serie A 2022-23 Cremonese - Salernitana.

## Allenatori e presidenti
Di seguito sono riportati gli elenchi degli allenatori e presidenti della Salernitana.
- 1919-1920  Vincenzo Giordano
 Matteo Schiavone (1ª-6ª)
- 1920-1921  Matteo Schiavone
- 1921-1922  Mario Toledo
- 1923-1924  Alfonso Guasco
- 1924-1925  Mario Belloni[129]
- 1927-1928  Carlo Venturini
- 1928-1929  Dino Barone
- 1929-1930  Géza Kertész
- 1930-1931  Géza Kertész (1ª-?ª)
 Silvio Stritzel (?ª-?ª)
 Géza Kertész (?ª-22ª)[130]
- 1931-1932  Pietro Leone (1ª-16ª)
 Adolf Mora Maurer (17ª-30ª)[130][131]
- 1932-1933  Ivo Fiorentini
- 1933-1934  Pietro Colombari
- 1934-1935  Imre Schoffer (1ª-11ª)
 Attilio Buratti (12ª-24ª)
- 1935-1936  Armand Halmos
- 1936-1938  Ferenc Hirzer
- 1938-1939  Franz Hänsel (1ª-15ª)
 Attila Sallustro (16ª-34ª)
- 1939-1940  Béla Károly
- 1940-1941  Ferenc Hirzer (1ª-8ª)
 Géza Kertész (9ª-24ª)
 Antonio Valese (25ª-29ª)
- 1941-1943  Giuseppe Viani
- 1944  Antonio Valese (gir. andata)
 Carmine Milite (gir. ritorno)
- 1945  Antonio Valese e  Vittorio Mosele (1ª-13ª)[132]
 Ferenc Hirzer (13ª-18ª)[132]
- 1945-1946  Vittorio Mosele
- 1946-1948  Giuseppe Viani
- 1948-1949  Pietro Piselli
- 1949-1950  Pietro Piselli (1ª-28ª)
 Arnaldo Sentimenti (29ª-42ª)
- 1950-1951  Walter Crociani (1ª-32ª)
 Rodolphe Hiden (33ª-40ª)
- 1951-1952  Rodolphe Hiden
- 1952-1953  Carlo Ceresoli (1ª-16ª)
 Enrico Carpitelli (17ª-34ª)
- 1953-1954  Enrico Carpitelli
- 1954-1955  Enrico Carpitelli (1ª-12ª)
 Mario Saracino (13ª-34ª)
- 1955-1956  Antonio Valese (1ª-8ª)
 Mario Saracino (9ª)
 Antonio Valese (10ª)
 Mario Saracino (11ª-34ª)
- 1956-1957  Paolo Todeschini (1ª-29ª)
 Enrico Carpitelli (30ª-34ª)
- 1957-1958  Enrico Carpitelli (1ª-8ª)
 Mario Saracino (9ª-15ª)
 Giovanni Varglien (16ª-21ª)
 Mario Saracino (22ª-34ª)
- 1958-1959  Nicolò Nicolosi (1ª-19ª)
 Nicolò Nicolosi e  Vittorio Mosele (20ª-34ª)
- 1959-1960  István Mayer (1ª-21ª)
 Pietro Piselli (22ª-23ª)
 Mario Piselli (24ª-34ª)
- 1960-1961  Héctor Puricelli (1ª-10ª)
 Mario Saracino (11ª)
 Silvio Di Gennaro (12ª-34ª)
- 1961-1962  Silvio Di Gennaro (1ª-24ª)
 Gyula Zsengellér (25ª-34ª)
- 1962-1963  Piero Pasinati (1ª-14ª)
 Ulisse Giunchi (15ª-34ª)
- 1963-1964  Rodolphe Hiden
- 1964-1965  Rodolphe Hiden (1ª-15ª)
 Riccardo Carapellese (16ª-28ª)
 Rodolphe Hiden (29ª-34ª)
- 1965-1966  Domenico Rosati
- 1966-1967  Domenico Rosati (1ª-32ª)
 Oscar Montez (33ª-38ª)
- 1967-1968  Rinaldo Settembrino
- 1968-1969  Rinaldo Settembrino (1ª-3ª)
 Pietro Magni (4ª-40ª)
- 1969-1970  Renato Piacentini (sett.)
 Antonio Pasinato (1ª-2ª)
 Guido Gratton (3ª-40ª)
- 1970-1971  Domenico Rosati
- 1971-1972  Giancarlo Vitali
- 1972-1973  Giancarlo Vitali (sett.)
 Nicola Chiricallo (1ª-40ª)
- 1973-1974  Nicola Chiricallo (sett.)
 Franco Viviani (1ª-40ª)
- 1974-1975  Ettore Recagni (1ª-9ª)
 Giacomo Losi (10ª-40ª)
- 1975-1976  Rinaldo Settembrino (1ª-5ª)
 Massimo Giacomini (6ª-15ª)
 Ottavio Bugatti (16ª-40ª)
- 1976-1977  Carlo Regalia (1ª-30ª)
 Mario Saracino[133] (31ª-38ª)
- 1977-1978  Carlo Facchin (1ª-8ª)
 Mario Saracino (9ª)
 Enea Masiero (10ª-20ª)
 Mario Saracino[134] e  Lucio Mujesan (21ª-38ª)
- 1978-1979  Domenico Rosati (1ª-12ª)
 Franco Viviani (13ª-38ª)
- 1979-1980  Franco Viviani (1ª-5ª)
 Antonio Gianmarinaro (6ª-25ª)
 Luigi Gigante (26ª)
 Antonio Gianmarinaro (27ª)
 Luigi Gigante (28ª-34ª)
- 1980-1981  Lamberto Leonardi
- 1981-1982  Antonio Gianmarinaro (1ª-6ª)
 Luigi Gigante (7ª)
 Romano Mattè (8ª-34ª)
- 1982-1983  Francisco Lojacono (1ª-19ª)
 Marino Perani (20ª-34ª)
- 1983-1984  Mario Facco
- 1984-1985  Lauro Toneatto (sett.)
 Gian Piero Ghio (1ª-34ª)
- 1985-1986  Gian Piero Ghio (1ª-8ª)
 Giorgio Sereni (9ª-34ª)
- 1986-1987  Mario Russo
- 1987-1988  Claudio Tobia (1ª-21ª)
 Roberto Clagluna (22ª-34ª)
- 1988-1989  Carlo Soldo (ago.)
 Luigi Gigante (ago.-set.)
 Antonio Pasinato (1ª-19ª)
 Lamberto Leonardi (20ª-34ª)
- 1989-1991  Giancarlo Ansaloni
- 1991-1992  Franco Vannini (ago.)
 Gianni Simonelli (1ª-21ª)
 Tarcisio Burgnich (22ª-34ª)
- 1992-1993  Giuliano Sonzogni
- 1993-1995  Delio Rossi
- 1995-1996  Franco Colomba
- 1996-1997  Franco Colomba (1ª-23ª)
 Franco Varrella (24ª-38ª)
- 1997-1998  Delio Rossi
- 1998-1999  Delio Rossi (1ª-22ª)
 Francesco Oddo (22ª-34ª)
- 1999-2000  Adriano Cadregari (1ª-5ª)
 Luigi Cagni (6ª-28ª)
 Adriano Cadregari (29ª)
 Luigi Cagni (30ª-34ª)
- 2000-2001  Francesco Oddo (1ª-15ª)
 Nedo Sonetti (16ª-28ª)
 Francesco Oddo (29ª-38ª)
- 2001-2002  Zdeněk Zeman
- 2002-2003  Zdeněk Zeman (1ª-16ª)
 Franco Varrella (17ª-38ª)
- 2003-2004  Stefano Pioli
- 2004-2005  Aldo Ammazzalorso (1ª-6ª)
 Vincenzo Marino (7ª)
 Angelo Gregucci (8ª-42ª)
- 2005-2006  Maurizio Costantini (1ª-12ª)
 Stefano Cuoghi (13ª-34ª e play-off)
- 2006-2007  Raffaele Novelli (1ª-18ª)
 Gianfranco Bellotto (19ª-34ª)
- 2007-2008  Andrea Agostinelli (1ª-22ª)
 Fabio Brini (23ª-34ª)
- 2008-2009  Fabrizio Castori (1ª-18ª)
 Bortolo Mutti (19ª-23ª)
 Fabrizio Castori (24ª-35ª)
 Fabio Brini (35ª-42ª)
- 2009-2010  Fabio Brini (1ª-5ª)
 Marco Cari (6ª-12ª)
 Gianluca Grassadonia (13ª-16ª)
 Gianluca Grassadonia ed  Ersilio Cerone (17ª-29ª)
 Ersilio Cerone (30ª-42ª)
- 2010-2011  Roberto Breda
- 2011-2012  Carlo Perrone
- 2012-2013  Giuseppe Galderisi (1ª-3ª)
 Carlo Perrone (4ª-34ª)
- 2013-2014  Stefano Sanderra (1ª-8ª)
 Carlo Perrone (9ª-21ª)
 Angelo Gregucci (22ª-34ª e play-off)
- 2014-2015  Mario Somma (lug.-ago.)
 Leonardo Menichini (1ª-38ª)
- 2015-2016  Vincenzo Torrente (1ª-24ª)
 Leonardo Menichini (25ª-42ª e play-out)
- 2016-2017  Giuseppe Sannino (1ª-16ª)
 Alberto Bollini (17ª-42ª)
- 2017-2018  Alberto Bollini (1ª-18ª)
 Stefano Colantuono (19ª-42ª)
- 2018-2019  Stefano Colantuono (1ª-16ª)
 Angelo Gregucci (17ª-37ª)
 Leonardo Menichini (38ª e play-out)
- 2019-2020  Gian Piero Ventura
- 2020-2021  Fabrizio Castori
- 2021-2022  Fabrizio Castori (1ª-8ª)
 Stefano Colantuono (9ª-25ª)
 Davide Nicola (26ª-38ª)
- 2022-2023  Davide Nicola (1ª-22ª)
 Paulo Sousa (23ª-38ª)
- 2023-2024  Paulo Sousa (1ª-8ª)
 Filippo Inzaghi (9ª-24ª)
 Fabio Liverani (25ª-29ª)
 Stefano Colantuono (30ª-38ª)
- 2024-2025  Giovanni Martusciello (1ª-13ª)
 Stefano Colantuono (14ª-20ª)
 Roberto Breda (21ª-32ª)
 Pasquale Marino (33ª-38ª e play-out)
- 2025-  Giuseppe Raffaele

- 1919-1921  Adalgiso Onesti
- 1921-1922  Renato De Crescenzo
- 1923-1924  Raffaele Schiavone
 Adalgiso Onesti
 Settimio Mobilio
- 1924-1925  Carmine Caiafa
- 1927-1928  Antonio Conforti -  Vittorio La Rocca -  Camillo De Felice
- 1928-1929  Pasquale Pinto
- 1929-1930  Luigi Conforti
 Pasquale Pinto
- 1930-1931  Pasquale Pinto
 Giovanni Negri
- 1931-1933  Enrico Chiari
- 1933-1934  Enrico Chiari
 Riccardo Gambrosie
 Mioni Savino
 Enrico Chiari
- 1934-1935  Enrico Chiari
- 1936-1937  Enrico Chiari
 Savino Mioni
- 1937-1939  Giuseppe Carpinelli
- 1939-1940  Giuseppe Carpinelli
 Eugenio Saligeri-Zucchi
- 1940-1943  Matteo Scaramella
- 1944-1945  Felice Del Galdo
- 1945-1948  Domenico Mattioli
- 1948-1949 carica vacante[135]
 Marcantonio Ferro
- 1949-1954  Marcantonio Ferro
- 1954-1955  Roberto Spirito (CS)[136]
- 1955-1956  Roberto Spirito
 Michele Scaramella
- 1956-1957  Carmine De Martino
- 1957-1958  Giuseppe Tortorella
- 1958-1959  Matteo Guariglia
- 1959-1960  Matteo Guariglia
 Leopoldo Fulgione
- 1960-1963  Pasquale Gagliardi (CS)
- 1963-1964  Antonio D'Amico (CS)
 Osvaldo Di Giuseppe (CS)
 Michele Scozia (CS)
- 1964-1965  Michele Scozia (CS)
 Michele Gagliardi (CS)
- 1965-1967  Michele Gagliardi (CS)
- 1967-1968  Giuseppe Tedesco (CS)
- 1968-1972  Giuseppe Tedesco
 Americo Vessa
- 1972-1975  Americo Vessa
 Americo Vessa -  Giovanni Benvenuto -  Cesare Trucillo
- 1975-1976  Americo Vessa
 Pietro Esposito
- 1976-1977  Pietro Esposito
 Aldo Matera
- 1977-1978  Vincenzo Paolillo
 Enzo Grieco
- 1978-1979  Giovanni Benvenuto
 Vincenzo Paolillo
- 1979-1980  Antonio Ventura
 Federico De Piano
 Enzo Grieco
- 1980-1981  Enzo Grieco
 Filippo Troisi
- 1981-1983  Filippo Troisi
 Antonio Scermino
- 1983-1985  Arcangelo Japicca
- 1985-1987  Augusto Strianese
- 1987-1991  Giuseppe Soglia
 Claudio Virno Lamberti
- 1991-1992  Pasquale Casillo
- 1992-1994 carica vacante[137]
- 1994-1995 carica vacante[138]
- 1995-2005  Aniello Aliberti[139]
- 2005-2011  Antonio Lombardi[139]
- 2011-2021 carica vacante[140]
- 2021-2022  Ugo Marchetti (Amministratore unico)[141][142]
- 2022-2024  Danilo Iervolino
- 2024-2025  Roberto Busso
- 2025-  Maurizio Milan

## Calciatori

### Capitani
Lista dei capitani della Salernitana

Agostino Di Bartolomei

- Nicola Maggio (1919-1920)
- Corrado Ciminari (1920-1921)
- Corrado Ciminari (1920-1922)
- Willy Kargus (1922-1925)
- Matteo Apicella (1927-1930)
- Mario Novella e Nicolò Giacchetti (1930-1931)
- Renzo Vandelli (1931-1932)
- Silvio Brioschi (1932-1935)
- Alfonso Ricciardi (1935-1938)
- Attila Sallustro (1938-1939)
- Antonio Valese (1939-1941)
- Gipo Viani (1941-1943)
- Antonio Valese (1944-1947)
- Ivo Buzzegoli (1947-1948)
- Carmine Iacovazzo e Antonio Nonis (1948-1949)
- Antonio Nonis (1949-1950)
- Marcello Taccola (1950-1953)
- Costantino De Andreis (1953-1954)
- Costantino De Andreis e Dino Fragni (1954-1955)
- Italo Acconcia e Lidio Massagrande (1955-1956)
- Aldo De Fazio e Lidio Massagrande (1956-1957)
- Lidio Massagrande (1957-1958)
- Matteo Porpora (1958-1960)
- Rodolfo Beltrandi (1960-1961)
- Lido Mazzoni (1961-1962)
- Silvano Scarnicci (1962-1967)
- Renato Ronconi (1967-1969)
- Franco Rosati (1969-1971)
- Mauro Pantani (1971-1972)
- Gino Pigozzi (1972-1974)
- Vincenzo Urbani (1974-1975)
- Alessandro Abbondanza (1975-1976)
- Alessandro Abbondanza e Lucio Mujesan (1976-1977)
- Domenico Di Maio e Lucio Mujesan (1977-1978)

- Domenico Di Maio e Federico Marchi (1978-1979)
- Giuseppe Zandonà (1979-1980)
- Pantaleo De Gennaro (1980-1981)
- Vincenzo Zucchini (1981-1983)
- Angelo Del Favero (1983-1985)
- Giuliano Belluzzi (1985-1986)
- Vincenzo Leccese (1986-1987)
- Arcangelo Sciannimanico (1987-1988)
- Agostino Di Bartolomei (1988-1990)
- Marco Pecoraro Scanio (1990-1991)
- Ciro Ferrara e Daniele Pasa (1991-1992)
- Ciro Ferrara (1992-1993)
- Giovanni Pisano  (1993-1995)
- Giovanni Pisano e Francesco Tudisco (1995-1997)
- Roberto Breda (1997-1998)
- Roberto Breda, Marco Di Vaio e Salvatore Fresi (1998-1999)
- Luca Fusco, Stefano Guidoni e Fabrizio Lorieri (1999-2000)
- Luca Fusco e Stefano Guidoni (2000-2001)
- Luca Fusco (2001-2003)
- Roberto Breda e Stefano Gioacchini (2003-2004)
- Davide Bombardini, Roberto Breda e Raffaele Longo (2004-2005)
- Giorgio Di Vicino e Salvatore Fresi (2005-2006)
- Salvatore Russo ed Evans Soligo (2006-2007)
- Luca Fusco (2007-2010)
- Salvatore Russo (2010-2011)
- David Giubilato (2011-2012)
- Francesco Montervino (2012-2014)
- Ciro Ginestra e Manolo Pestrin (2014-2015)
- Manolo Pestrin (2015-2016)
- Alessandro Rosina (2016-2017)
- Alessandro Rosina e Alessandro Tuia (2017-2018)
- Raffaele Schiavi (2018-2019)
- Francesco Di Tacchio (2019-2021)
- Franck Ribéry (2021-2022)
- Federico Fazio (2022-2024)
- Luigi Sepe (2024-2025)
- Gian Marco Ferrari (2025)

### Maglie ritirate
Nella stagione calcistica di Serie B 2004-2005 la Salernitana dell'allora presidente Aniello Aliberti, subito dopo aver battuto per 6-1 il Cesena in campionato, decise di ritirare la maglia numero 4 in onore dell'allora capitano nonché "bandiera" Roberto Breda che si avviava a terminare la sua carriera da calciatore. Nella stagione seguente però la società della Salernitana fallì, e la maglia numero 4 venne ripristinata dalla Salernitana Calcio 1919 di Lombardi che la consegnò a Geōrgios Kyriazīs nel suo primo anno di Serie B.

### La Salernitana e le Nazionali di calcio

#### Nazionale italiana
Pasquale Mazzocchi è stato il primo calciatore italiano della Salernitana a essere convocato nella Nazionale maggiore, il 16 settembre 2022. Il 26 settembre successivo, ha fatto il suo esordio in azzurro, subentrando a Giovanni Di Lorenzo al novantesimo minuto dell'ultimo match di Nations League contro l'Ungheria, divenendo il primo calciatore del club campano a vestire la maglia della nazionale italiana.
Alcuni giocatori appartenuti alla Salernitana possono vantare presenze nella Nazionale maggiore quando hanno fatto parte di altri club; è il caso di Gennaro Gattuso, Walter Zenga, Antonio Candreva, Mark Iuliano, Alessio Cerci, Marco Di Vaio, Pierino Prati, Danilo D'Ambrosio, David Di Michele, Simone Verdi, Pasquale Foggia, Luigi Moltrasio, Raffaele Palladino, Alberto Piccinini, Franco Semioli, Francesco Caputo, Franco Cordova, Cristian Molinaro, Stefano Bettarini, Celestino Celio, Luiz Felipe Ramos Marchi, Alessandro Rosina, Giuseppe Mascara, Luca Ranieri.

#### Nazionale italiana Under-21

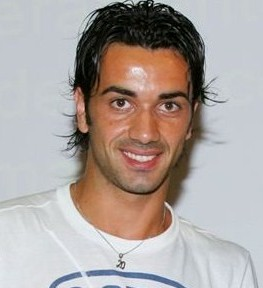
Raffaele Palladino, arrivò a Salerno in prestito dalla Juventus, e con la Salernitana conquistò una presenza in Under-21

L'elenco che segue indica tutti i giocatori che contano almeno una presenza nella Nazionale Italiana Under-21 quando sono appartenuti alla Salernitana. Alcuni di essi possano vantare presenze nella Nazionale maggiore quando hanno fatto parte di altri club. Accanto ai nomi, tra parentesi è indicato il numero di presenze con gli azzurrini e le reti segnate, mentre erano in forza alla Salernitana.
- Ighli Vannucchi (C, 13 pres., 1 goal)
- Lorenzo Pirola (D, 11 pres., 2 goal, 4 volte capitano degli Azzurrini)
- Nicola Corrent (C, 9 pres., 1 goal)
- Nicola Campedelli (C, 8 pres.)
- Samuele Olivi (D, 7 pres.)
- Salvatore Fresi (D, 6 pres.)
- Marco Rossi (C, 5 pres.)
- Gennaro Gattuso (C, 4 pres.)
- Roberto Cardinale (D, 3 pres.)
- Matteo Lovato (D, 3 pres., 1 goal)
- Giampaolo Parisi (D, 2 pres.)
- Fabio Maistro (C, 2 pres.)
- Raffaele Palladino (A, 1 pres.)

#### Altre nazionali
Willy Kargus, nella stagione 1922-23, è stato in assoluto il primo calciatore straniero ingaggiato dalla Salernitana; ma non ha mai disputato partite con la Nazionale tedesca. Il primo calciatore granata convocato nella propria Nazionale è stato il turco Bülent Eken.
Boulaye Dia, il 21 novembre 2022, in Qatar, è stato il primo calciatore granata a disputare una partita dei Campionati mondiali di calcio; in seguito, nella medesima competizione mondiale, ha anche realizzato una rete, il 26 novembre 2022, nella partita Qatar-Senegal. Il 22 novembre 2022 anche il difensore Dylan Bronn è sceso in campo per la Tunisia, contro la Danimarca, divenendo così il secondo calciatore in forza alla Salernitana a prendere parte a un Mondiale di calcio. Infine, il 26 novembre 2022 un terzo calciatore granata, l'attaccante Krzysztof Piątek ha preso parte ai Mondiali in Qatar, disputando il secondo tempo della partita Polonia-Arabia Saudita.
Il 16 luglio 2023, il portiere messicano Guillermo Ochoa è stato il primo calciatore della Salernitana a vincere una competizione ufficiale con la propria Nazionale maggiore, sollevando al cielo, da capitano, la Gold Cup Concacaf.
Molti calciatori che hanno vestito la maglia granata possono vantare anche numerose presenze in nazionale, quando hanno fatto parte di altri club; è il caso di Franck Ribéry e Benoît Costil per la Francia, Diego Perotti e Federico Fazio per l'Argentina, Joel Obi, Simeon Nwankwo e William Troost-Ekong per la Nigeria, Ivan Radovanović e Aleksandar Kristić per la Serbia, Domagoj Bradarić per la Croazia, Tonny Vilhena per i Paesi Bassi, Mihály Kincses per l'Ungheria, Ruslan Nigmatullin per la Russia, Václav Koloušek per la Repubblica Ceca, Karl Corneliusson, Martin John Allan Åslund e Riccardo Gagliolo per la Svezia, Enrico Pepe per Malta, Álvaro Ampuero per il Perù, Andrei Cristea per la Romania, Luiz Felipe per il Brasile, Alfred Gomis per il Senegal, Franco Signorelli per il Venezuela, Patrick Kojo Asmah per il Ghana, Hysen Memolla per l'Albania, Jean-Claude Billong per il Camerun, Oliviero Icardi e Walter Alberto López Gasco per l'Uruguay, Riza Durmisi per la Danimarca, Tomasz Kupisz e Mateusz Łęgowski per la Polonia, Domen Črnigoj per la Slovenia, Jovane Cabral per Capo Verde e Trivante Stewart per la Giamaica.
L'elenco che segue indica tutti i giocatori stranieri che contano almeno una presenza nelle proprie rispettive nazionali quando sono appartenuti alla Salernitana. 
- Bülent Eken (D)[150]
- Danny Tiatto (C)[153]
- Phil Masinga (A)[154]
- Rigobert Song (D)[155]
- Dražen Bolić (D)
- Erjon Bogdani (A)[156][157]
- Francesco Di Jorio (C)[158][159]
- Marco André Zoro (D)[160]
- Ivan Fatić (D)
- Siyabonga Nomvethe (A)[161]
- Roberto Merino (A)[162]
- Thomas Strakosha (P)[163]
- Chris Oikonomidis (A)
- Jean-Daniel Akpa-Akpro (A)
- Milan Đurić (A)
- Lamin Jallow (A)
- Andreas Karō (D)
- Vid Belec (P)
- Frédéric Veseli (D)
- Stefan Strandberg (D)
- Wajdi Kechrida (D)
- Radu Drăgușin (D)
- Lassana Coulibaly (C)
- Grīgorīs Kastanos (C)
- Boulaye Dia (A)
- Krzysztof Piątek (A)
- Norbert Gyömbér (D)
- Diego Valencia (A)
- Dylan Bronn (D)
- Guillermo Ochoa (P)
- Flavius Daniliuc (D)
- Trivante Stewart (A)
- Petar Stojanović (C) (D)
- Ajdin Hrustić (C)
- Luka Lochoshvili (D)

Note: * In grassetto i giocatori attualmente in forza alla Salernitana.

## Palmarès

Gipo Viani portato in trionfo dai giocatori dopo la promozione in Serie A della Salernitana

Essendo stata rifondata per tre volte (nel 1927, nel 2005 e nel 2011), la Salernitana pur potendo annoverare la vittoria di diversi campionati e titoli dalla fondazione del 1919 a oggi, presenta sulla propria bacheca solo le coppe conquistate a partire dalla rifondazione del 2011, peraltro le uniche pienamente ufficiali vinte a livello di prima squadra.
Se nel periodo compreso tra il 2005 e il 2011 non risultano significative vittorie di trofei, tutti i riconoscimenti conquistati dalla Salernitana fino al 2005 vennero vinti all'asta fallimentare da Vincenzo Aliberti, nipote dell'ex presidente Aniello, e attualmente ne risulta detentore, con l'eccezione del Trofeo Dante Berretti del 1969, che venne regalato nel 2012 da Aniello Aliberti alla famiglia dell'avv. Peppino Tedesco, allora presidente della società la cui formazione giovanile, Juniores, lo vinse.
Il primo trofeo ufficiale conquistato dalla prima squadra, la Supercoppa di Lega di Seconda Divisione del 2013, si trova invece nella bacheca della società granata, insieme alla Coppa Italia Lega Pro vinta nel 2014.
Oltre a tutti i campionati e trofei ufficiali e semi-ufficiali sotto elencati, i granata hanno vinto anche alcune coppe a carattere amichevole: la Coppa AG Nocerina nel 1924, la Coppa Amicizia nel 1979, il Trofeo Parmacotto nel 1991-92, il Trofeo Uhlsport - Città di Vipiteno nel 1997, e il Trofeo Kenon nel 2020.

### Competizioni nazionali
- Campionato italiano di Serie B: 2

1946-1947 (girone C), 1997-1998
- Campionato italiano Serie C: 3

1937-1938 (girone E), 1942-1943 (girone L), 1965-1966 (girone C)
- Campionato italiano Serie C1: 1

2007-2008 (girone B)
- Campionato italiano Lega Pro: 1

2014-2015 (girone C)
- Coppa Italia Lega Pro: 1

2013-2014
- Lega Pro Seconda Divisione: 1

2012-2013 (girone B)
- Supercoppa di Lega di Seconda Divisione: 1

2013
- Campionato italiano Serie D: 1

2011-2012 (girone G)

### Altre competizioni
- Coppa della Liberazione: 1

1944

### Competizioni giovanili
- Campionato Nazionale Dante Berretti: 1

1968-1969 (torneo Serie C)
- Campionato Allievi Regionali Sperimentali: 1

2008-2009

## Statistiche e record

### Partecipazioni ai campionati
| Livello | Categoria                  | Partecipazioni | Esordio   | Ultima stagione | Totale |
| ------- | -------------------------- | -------------- | --------- | --------------- | ------ |
| 1º      | Serie A                    | 5              | 1947-1948 | 2023-2024       | 5      |
| 2º      | Serie B                    | 31             | 1938-1939 | 2024-2025       | 32     |
| 2º      | Serie A-B                  | 1              | 1945-1946 | 1945-1946       | 32     |
| 3º      | Seconda Divisione          | 1              | 1927-1928 | 1927-1928       | 58     |
| 3º      | Prima Divisione            | 7              | 1928-1929 | 1934-1935       | 58     |
| 3º      | Serie C                    | 29             | 1935-1936 | 2025-2026       | 58     |
| 3º      | Serie C1                   | 18             | 1978-1979 | 2007-2008       | 58     |
| 3º      | Lega Pro Prima Divisione   | 2              | 2010-2011 | 2013-2014       | 58     |
| 3º      | Lega Pro                   | 1              | 2014-2015 | 2014-2015       | 58     |
| 4º      | Lega Pro Seconda Divisione | 1              | 2012-2013 | 2012-2013       | 1      |
| 5º      | Serie D                    | 1              | 2011-2012 | 2011-2012       | 1      |

La tabella tiene conto dei 91 campionati disputati a livello nazionale (inclusa la stagione in corso). Dal conteggio sono dunque esclusi il torneo vinto del campionato di secondo livello 1919-1920 perché giocato su base regionale e i campionati di primo livello delle stagioni 1920-1921, 1921-1922, 1923-1924, 1924-1925 dove la squadra non accede alle fasi successive del girone regionale.

### Statistiche di squadra
Nella classifica della tradizione sportiva, che tiene conto di tutte le 65 squadre di calcio che hanno militato almeno una volta nella massima serie nazionale, la Salernitana si colloca al 36º posto, mentre nella classifica perpetua si piazza al 53º posto con 145 punti.
Serie A
- Stagioni disputate: 5
- Miglior piazzamento: 15º posto (1998-1999, 2022-2023)
- Nel campionato di Serie A 2023-2024 guadagna il record di peggiore classificata di sempre nella Serie A con 20 squadre partecipanti

Serie B
- Campionati vinti: 2
- Promozioni in Serie A: 3

Serie C / Serie C1 / Lega Pro Prima Divisione / Lega Pro
- Campionati vinti: 5
- Promozioni in Serie B: 7

Lega Pro Seconda Divisione
- Campionati vinti: 1
- Promozioni in Lega Pro Prima Divisione: 1

Serie D
- Campionati vinti: 1
- Promozioni in Lega Pro Prima Divisione: 1

Coppa Italia
- Miglior piazzamento: Ottavi di finale (2000-2001, 2008-2009, 2023-2024)

Coppa Italia Lega Pro
- Competizioni vinte: 1 (2013-2014)

Supercoppa di Serie C1 / Supercoppa di Serie C
- Miglior piazzamento: 2º posto (2007-2008, 2014-2015)

Supercoppa di Lega Pro Seconda Divisione
- Competizioni vinte: 1 (2012-2013)

 Poule Scudetto Serie D
- Miglior piazzamento: Semifinale (2011-2012)

Coppa Italia Serie D
- Miglior piazzamento: Primo Turno (2011-2012)

Coppa Anglo-Italiana
- Miglior piazzamento: Semifinale Nazionale (1995-1996)

Risultati record
- Vittoria più larga:  Gladiator -  Salernitana 0-9 (Prima Divisione 1932-1933)[177]
- Sconfitta più larga:  Forlì -  Salernitana 8-0 (Prima Divisione 1931-1932)[178]

Sequenze di risultati
- Miglior serie di vittorie: 8 consecutive
  - in Serie C 1942-1943[179] dalla 2ª alla 9ª giornata
  - in Lega Pro Seconda Divisione 2012-2013[180] dalla 13ª alla 20ª giornata
- Peggior serie di sconfitte: 10 consecutive
  - in Serie B 1966-1967 dalla 29ª alla 38ª giornata[181]
- Striscia di risultati utili: 23 consecutivi
  - in Lega Pro Seconda Divisione 2012-2013 dalla 3ª alla 26ª giornata[182]

Record di punti
- 80 nel campionato di Lega Pro 2014-2015[183]

## Statistiche individuali
Di seguito sono riportati i record individuali di gol e presenze nei tornei ufficiali giocati dalla Salernitana.
In grassetto i calciatori ancora in attività con la maglia della Salernitana.
Dati aggiornati al 22 febbraio 2022.
| Record di presenze - 270 Ciro Ferrara (1986-1993, 1997-1998) - 252 Roberto Breda (1993-1999, 2003-2005) - 252 Luca Fusco (1997-2003, 2007-2010) - 242 Carmine Iacovazzo (1938-1949) - 231 Vincenzo Leccese (1980-1987) - 223 Gino Pigozzi (1967-1974) - 215 Giuseppe Valsecchi (1969-1975) - 213 Luigi Gigante (1953-1959, 1961-1964) - 192 Silvano Scarnicci (1961-1967) - 184 Claudio Grimaudo (1992-1997, 1999-2000) - 184 Franco Rosati (1965-1971) | Record di reti - 63 Giovanni Pisano (1992-1997) - 60 Giovanni Zaccaro (1980-1985) - 55 Antonio Valese (1933-1934, 1936-1941, 1944-1947) - 53 Vincenzo Margiotta (1941-1942, 1944-1948) - 48 David Di Michele (1998-2001) - 46 Silvio Finotto (1931-1936) - 42 Lidio Massagrande (1952-1958) - 37 Arturo Di Napoli (2007-2009) - 35 Antonio Giorgetti (1948-1951) - 35 Luigi Miconi (1930-1933) |

Giovanni Pisano, primatista di reti con la Salernitana

## Tifoseria
Secondo un'indagine condotta e pubblicata annualmente da due società specializzate in sondaggi e ricerche di mercato, la StageUp e la Ipsos, al 2023 la squadra poteva contare in Italia su un seguito stimato in circa 186 000 tifosi, un dato in forte crescita rispetto alle rilevazioni degli anni precedenti.

### Storia

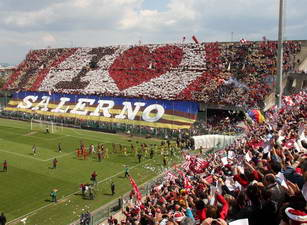
Coreografia del 27 aprile 2008 in Salernitana-Pescara

La Salernitana ha da anni una delle tifoserie più calorose dell'Italia meridionale, come dimostrato dai numeri relativi alla presenza di pubblico allo stadio nel corso degli anni. Anche le tante suggestive coreografie proposte dalla Curva Sud "Siberiano" (chiamata così in nome del deceduto Capo Ultras Carmine Rinaldi, soprannominato appunto "Il Siberiano") nel corso dei decenni contribuiscono a evidenziare il forte attaccamento dei tifosi alla propria squadra. Il noto giornalista sportivo Federico Buffa parlava così del tifo salernitano: "Reputo che sia la sezione distaccata del San Lorenzo. Nettamente la curva più creativa d’Italia. Le curve sono più o meno omologate, loro hanno proprio un'altra sezione ritmica: sono originali".

### Gemellaggi e rivalità
I tifosi della Salernitana sono gemellati con i sostenitori di Bari (dal 1983-84) e Reggina (dal 1986-87).
Sono gemellati anche con il Brescia per manifestazioni, da parte dei salernitani, di solidarietà, vicinanza e aiuto alla famiglia di Roberto Bani, tifoso bresciano morto allo stadio Arechi nel 1997 durante una partita di fine campionato tra la Salernitana e il Brescia e sono stati inoltre gemellati con i tifosi del Monopoli. In anni più recenti risultano gemellati anche con i tifosi dello Schalke 04 e sono in ottimi rapporti anche con la tifoseria del Liverpool: sia i tedeschi sia gli inglesi hanno assistito alle gare dei granata dal vivo, ospiti in curva a Salerno, esprimendo ammirazione.
I granata intrattengono buoni rapporti anche con i sostenitori di Roma, Spezia, Venezia, Arezzo e Ravenna, mentre buone relazioni sorte in anni più remoti, alcune ormai sopite, riguardano le tifoserie di Barletta, Andria, Latina, Matera ed Ebolitana (le società sono storicamente collegate nella persone di Donato Vestuti, il cui comune di Salerno ha deciso di dedicare poi il suo impianto cittadino). Esistono inoltre rapporti di rispetto reciproco con Aversa Normanna e Benevento (la tifoseria granata e quella giallorossa sono spesso anche accomunate da iniziative benefiche e dall'impegno per il sociale).
Dal punto di vista delle inimicizie, tra le tifoserie maggiormente rivali dei granata, vi sono quelle di Napoli, Avellino, Cavese, Casertana, Cosenza e Nocerina. Le rivalità regionali e storiche si sommano a quelle con i tifosi di Verona, Atalanta, Genoa, Perugia (in precedenza gemellati), Foggia, Messina, Catania, Lecce, Ternana, Taranto, Brindisi, Potenza, Acireale, Fiorentina, Lazio, Frosinone, Cagliari e Pescara. A queste vanno aggiunte anche altre rivalità regionali tra cui i tifosi della Juve Stabia.

## Organico

### Rosa 2025-2026
Rosa e numerazione aggiornate al 18 agosto 2025.
| N. |                        | Ruolo | Calciatore         |
| -- | ---------------------- | ----- | ------------------ |
| 1  | Italia (bandiera)      | P     | Antonio Donnarumma |
| 5  | Argentina (bandiera)   | C     | Galo Capomaggio    |
| 6  | Paesi Bassi (bandiera) | C     | Kees de Boer       |
| 7  | Marocco (bandiera)     | A     | Ismail Achik       |
| 8  | Italia (bandiera)      | C     | Ivan Varone        |
| 9  | Italia (bandiera)      | A     | Roberto Inglese    |
| 10 | Argentina (bandiera)   | A     | Franco Ferrari     |
| 11 | Italia (bandiera)      | A     | Michael Liguori    |
| 12 | Italia (bandiera)      | P     | Marco Guacci       |
| 14 | Italia (bandiera)      | D     | Luca Villa         |
| 17 | Croazia (bandiera)     | C     | Borna Knezović     |
| 18 | Serbia (bandiera)      | D     | Vladimir Golemić   |
| 19 | Italia (bandiera)      | C     | Franco Tongya      |

| N. |                     | Ruolo | Calciatore            |
| -- | ------------------- | ----- | --------------------- |
| 21 | Italia (bandiera)   | D     | Mauro Coppolaro       |
| 26 | Italia (bandiera)   | D     | Emmanuele Matino      |
| 27 | Germania (bandiera) | D     | Marlon Nnamdi Ubani   |
| 28 | Italia (bandiera)   | D     | Joshua Vuillermoz     |
| 30 | Italia (bandiera)   | C     | Rocco Di Vico         |
| 33 | Italia (bandiera)   | D     | Armando Anastasio     |
| 35 | Italia (bandiera)   | D     | Eddy Cabianca         |
| 39 | Italia (bandiera)   | C     | Antonio Pio Iervolino |
| 70 | Italia (bandiera)   | A     | Luca Boncori          |
|    | Italia (bandiera)   | P     | Luigi Sepe            |
|    | Austria (bandiera)  | D     | Flavius Daniliuc      |
|    | Polonia (bandiera)  | C     | Mateusz Łęgowski      |
|    | Italia (bandiera)   | C     | Giulio Maggiore       |

### Staff tecnico
Di seguito è riportato lo staff tecnico della Salernitana.
- Giuseppe Raffaele - Allenatore
- Giacomo Ferrari - Allenatore in seconda
- Angelo Porracchio - Preparatore dei portieri
- Marco Celia - Preparatore atletico
- Vincenzo Laurino - Preparatore atletico
- Manuel De Maria - Preparatore atletico
- Sandro Antonini - Match Analyst

## Polisportiva
La Salernitana nacque come società polisportiva, includendo tra i propri ambiti varie attività come atletica, ciclismo, nuoto, canottaggio, lotta, pugilato, podismo e ovviamente calcio. L'obiettivo di Matteo Schiavone, il principale socio fondatore della società nel 1919 era quello di racchiudere tutti questi sport in un unico sodalizio. L'esperienza, tuttavia, durò solo per pochi anni, anche dopo la fusione con lo S.C. Audax Salerno del 1922 che diede vita alla temporanea Salernitanaudax, ma l'attenzione si focalizzò via via sempre più verso la sola sezione calcistica.
Tra le prime attività della Salernitana sono da menzionare sia l'atletica leggera sia la corsa, quest'ultima una prima volta nel luglio 1919 dato che la società organizzò l'evento della "Popolarissima", il doppio giro podistico di Salerno, a cui presero parte non soltanto gli atleti iscritti nella società organizzatrice, ma provenienti da tutta la Campania.